# Delia urbana
Delia urbana är en tvåvingeart som först beskrevs av Malloch 1924.  Delia urbana ingår i släktet Delia och familjen blomsterflugor. Inga underarter finns listade i Catalogue of Life.